# Velesmes-Essarts
Velesmes-Essarts – miejscowość i gmina we Francji, w regionie Burgundia-Franche-Comté, w departamencie Doubs.
Według danych na rok 1990 gminę zamieszkiwało 318 osób, a gęstość zaludnienia wynosiła 109 osób/km² (wśród 1786 gmin Franche-Comté Velesmes-Essarts plasuje się na 440. miejscu pod względem liczby ludności, natomiast pod względem powierzchni na miejscu 965.).